# 僐子内親王
僐子内親王（ぜんし（よしこ）ないしんのう、平治元年（1159年） - 嘉応3年3月1日（1171年4月7日））は、平安時代後期の皇族。賀茂斎院。名は繕子あるいは僖子とも表記される。二条天皇の第1皇女で、母は大外記・中原師元の娘。上西門院統子内親王の猶子。
嘉応元年（1169年）10月20日、叔父・高倉天皇の賀茂斎院に卜定される。同3年（1171年）2月22日に病のため退下、3月1日に13歳で薨去（『玉葉』では2月29日戌刻薨去と記載）。